# Minuskel 51
Minuskel 51 (in der Nummerierung nach Gregory-Aland), δ 364 (von Soden) ist eine griechische Minuskelhandschrift des Neuen Testaments auf 325 Pergamentblättern (30 × 22 cm). Mittels Paläographie wurde das Manuskript auf das 13. Jahrhundert datiert. Es wurde zweispaltig mit je 28 Zeilen geschrieben.

## Beschreibung
Der Kodex enthält den Text des Neuen Testaments mit Ausnahme der Offenbarung mit drei Lücken (2 Pt 3,2–17; Mat 18,12–35; Mk 2,8–3,4). Der Kodex enthält ein Vorwort, Euthalischer Apparat, κεφαλαια, Synaxarium, Menologion, Unterschriften, und Ammonianische Abschnitte. Die Handschrift enthält Katene.
Die Bücher sind in dieser Reihenfolge angeordnet: Apostelgeschichte, Paulusbriefe, Katholische Briefe, Evangelien (wie in Kodex 234).

## Text
Der griechische Text des Kodex ist zum großen Teil eine Mischung verschiedener Texttypen. Gemäß Scrivener es hat vieles ungewöhnliches Textvarianten. Hermann von Soden klassifizierte es zur Textfamilie Kx. Kurt Aland ordnete ihn in keine Kategorie ein.

## Geschichte
William Laud erhielt die Handschrift im Jahre 1633. Sie wurde durch Mill, Bentley, und Griesbach untersucht.
Der Kodex befindet sich zurzeit in der Bodleian Library (Laud. Gr. 31) in Oxford.